# Dalimír Stano
Dalimír Stano (Trencsén, 1955. február 10. –) szlovák költő, író, illusztrátor, grafikus, szerkesztő. A Dielne Autorov Literatúry kiadó alapítója. Kassán él.

## Élete, munkássága
1973-ban Turócszentmártonban fejezte be a középiskolai tanulmányait, ezután a pozsonyi Szlovák Műszaki Egyetemen tanult, ahol 1980-ban végzett. 
1981 óta Kassán él és dolgozik. 1997 és 1999 között a kassai Slovo Kiadóban dolgozott. 1999-től a DALi (irodalmi szerzők műhelye) ingyenes kiadását kezdte el a Kassai Interart, Vienala és Pectus Kiadókban, valamint a Szlovák Írók Szövetségének Pozsonyi Kiadójában. 2004 óta a Szlovák Írószövetség Kelet-Szlovákia fióktelepének titkára. 
Újabb tevékenységei között szerepel a Szlovák PEN Központ fiókjának létrehozása Kassán (2007), és a DALi Kiadó létrehozása (2008). Tevékenységei összekapcsolódnak a Dotyky, a Knižná revue, a Literárny týždenník, a Slovenské pohľady, a RAK és a Romboid irodalmi folyóiratokkal, vagy a Psí víno, Obrys-Kmen, Host, Tvar magazinokkal, amelyekben 1995-től publikálják a verseit.

## Művei
- Vaša Esencia (Eperjes, 1997) A lényeg
- Oxana (Kassa, 1998)
- Samotka (Kassa, 2001) Magányos
- Kolotoč alfa (Pozsony, 2003) Alfa körhinta
- Žreb môjho bytia (Pozsony, 2005) Lényem felhívása
- Edo je deväť (Pozsony, 2006) Edo kilencéves
- Diabolské balady (Pozsony, 2007) Ördögi balladák
- Flexibuk No. 3 koh-i-noir / Flexibuk No. 3 myslím (2014) [1][2]
- Láska je retro (2017) A régi szerelem
- Očistec / purgatorio (2018) Tisztító / Purgatórium
- To, čo je za očami (2019) Mi van a szem mögött?

## Díjai
- A Zólyomi Irodalmi Díj nyertese (1997)

## Fordítás
- Ez a szócikk részben vagy egészben  a   Dalimír Stano című szlovák Wikipédia-szócikk ezen változatának fordításán alapul.  Az eredeti cikk szerkesztőit annak laptörténete sorolja fel. Ez a jelzés csupán a megfogalmazás eredetét és a szerzői jogokat jelzi, nem szolgál a cikkben szereplő információk forrásmegjelöléseként.